# Kabelschere

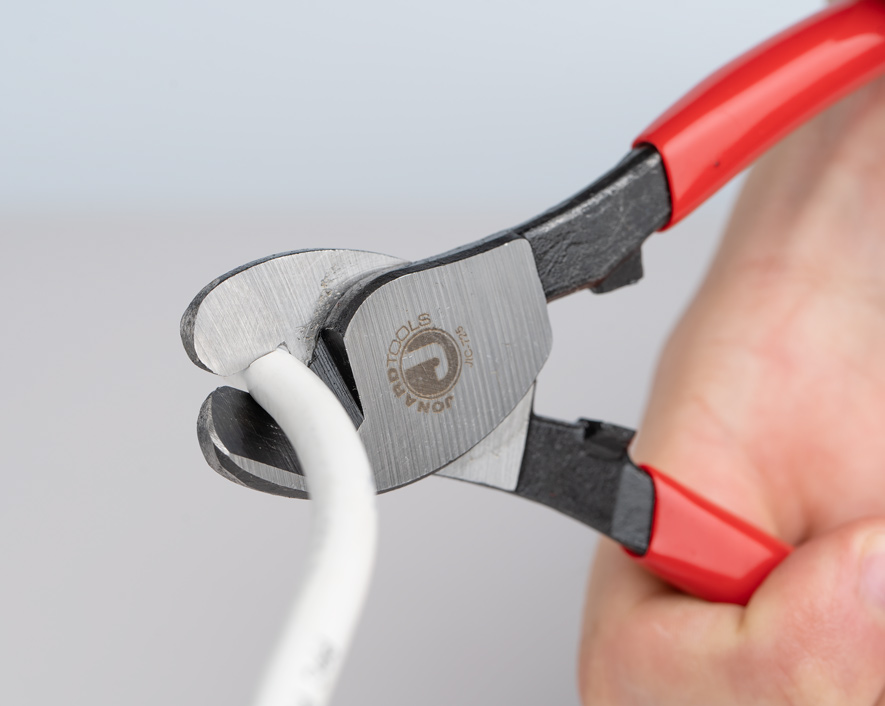
Kleine Kabelschere beim Schneiden eines Koaxialkabels

Eine Kabelschere, häufig auch Kabelschneider genannt, ist ein zweischenkeliges Werkzeug zum Schneiden von Kabeln. Das hierbei zur Anwendung kommende Prinzip ist das des Scherschneidens. Kabelscheren sind wichtige Werkzeuge für Arbeiten in der Elektroinstallation.
Während einzelne Drähte oder auch isolierte Einzelleiter vielfach mit Seitenschneidern durchtrennt werden können,
erfordert das Schneiden mehrteiliger Kabel mit größeren Querschnitten den Einsatz von Kabelscheren mit dem Scherschneide-Prinzip. Diese vermeiden weitgehend ein Zusammenquetschen des Kabels, das über eine Erhöhung der Berührungsflächen von Schneiden und Material den aufzubringenden Druck und damit die aufzubringende Handkraft auf ein unzumutbares Maß erhöhen würde. (Bei gleichem Druck ist der Quotient aus Kraft und Fläche immer konstant). Darüber hinaus haben Kabelscheren vergleichsweise kleine Schneidenwinkel und scharfe Schneiden, die ein leichteres Eindringen in die meist weicheren Werkstoffe in Kabeln wie Kupfer und Aluminium ermöglichen. Daher sind ihre Schneiden für das Schneiden harter Werkstoffe ungeeignet.
Neben einfachen Kabelscheren, die Kabel in einem Zug durchtrennen, werden auch Kabelscheren mit Ratschenantrieb eingesetzt. Diese erlauben das Durchtrennen auch größerer Querschnitte über die Addition verschiedener Schneidschritte mit einer jeweils sehr hohen Übersetzung. Kabelscheren mit über 20 cm Länge müssen in der Regel zweihändig bedient werden. Für den Dauereinsatz sind heute auch elektrisch angetriebene Kabelscheren gebräuchlich.
Technisch grundsätzlich ähnlich wie Kabelscheren arbeiten Drahtscheren. Letztere sind jedoch für härteres Material, zum Beispiel Drahtseile für Befestigungszwecke, Bowdenzüge oder gezwirnten Reifencord ausgelegt und haben dementsprechend härtere Schneiden und stumpfere Schneidenwinkel.